# François Devienne
François Devienne (Joinville (Haute-Marne), 31 januari 1759 – Charenton-Saint-Maurice, 5 september 1803) was een Franse componist, fluitist en fagottist.

## Levensloop
Devienne werd als veertiende kind van een zadelmaker geboren. Hij kreeg les van zijn oudste broer, die hem verschillende instrumenten leerde spelen. De fluit leerde hij spelen door Felix Raul, eerste fluitist van het orkest. Meesterlijk beheerste hij later fluit en fagot. Op 10-jarige leeftijd schreef hij zijn eerste werken, die door het militaire muziekkorps van het Koninklijke Cavalerieregiment Royale des Cravates uitgevoerd werden waarvan hij ook lid was. Vanaf 1779 speelde Devienne in het orkest van de Parijse opera en een jaar later werd hij er eerste fluitist. In deze tijd studeerde hij fluit bij Félix Rault. Een tijd lang werkte hij ook als kamermusicus van de Kardinaal de Rohan en als lid van de Zwitserse Garde.
Zijn solistendebuut maakte hij 1782 bij het Concert Spirituel, waar hij een van zijn fluitconcerten uitvoerde. Vanaf 1789 speelde hij als fagottist in het orkest van het Théâtre de Monsieur in Parijs. Eveneens was hij in 1790 actief lid van het harmonieorkest van de Franse Garde Nationale.
Op muzikaal gebied deed hij uitgebreide studies en hij gaf concerten, maar hij had ook werk voor de overheid te doen. Hij was een van de belangrijkste personen van het Parijse muziekleven gedurende de tijd van de Franse revolutie. Na oprichting van het Conservatoire national supérieur de musique in Parijs in 1795 werd hij de eerste fluitdocent. Lijdend aan een zenuwkwaal kwam hij 1803 in de zenuwinrichting asile de Charenton bij Parijs, waar hij kort daarna overleed. Net zoals vele andere muzikanten uit die tijd was Devienne een vrijmetselaar en lid van de loge Olympique.
Het oeuvre van Devienne is groot, met onder andere zeven concertante symfonieën, veertien fluitconcerten, vijf fagotconcerten, vijfentwintig kwartetten en kwintetten voor verschillende bezettingen, zesenveertig trio's, honderzevenenveertig duo's en zevenenzestig sonates.

## Composities (selectie)

### Werken voor orkest
- Concert nr. 1 voor fagot en orkest
  1. (zonder titel)
  2. Rondo
- Concert nr. 2 voor fagot en orkest
  1. (zonder titel)
  2. Polonaise
- Concert nr. 3 voor fagot en orkest
- Concert nr. 4 voor fagot en orkest
  1. Allegro Maestoso
  2. Adagio
  3. Minuetto Con Variazione
- Concert in B-majeur voor fagot en orkest
  1. Allegro Moderato
  2. Romance. Andante
  3. Rondo. Allegro Moderato
- Sinfonia Concertante voor twee klarinetten en orkest, op. 25
  1. Allegro con spirito
  2. Adagio
  3. Rondeau
- Sinfonia Concertante voor hobo, fagot en orkest
  1. Allegro
  2. Adagio
  3. Menuetto
- Sinfonia Concertante voor fluit, hobo, hoorn, fagot en orkest
  1. Allegro
  2. Adagio
  3. Rondo
- Sinfonia Concertante voor hoorn, fagot en orkest nr. 1 in F
- Sinfonia Concertante voor fluit en fagot in F-majeur, op. 31
  1. Maestoso - Allegro
  2. Andante
  3. Rondo
- Sinfonia Concertante in G-majeur voor orkest, op. 76
  1. Allegro
  2. Adagio
  3. Allegretto con grazia
- Concert nr. 1 in D-majeur voor fluit en orkest
  1. Allegro
  2. Adagio
  3. Rondo. Allegretto
- Concert nr. 2 in D-majeur voor fluit en orkest
  1. Allegro
  2. Adagio
  3. Rondo
- Concert nr. 3 in G-majeur voor fluit en orkest
  1. Allegro
  2. Romance
  3. Rondo. Allegretto
- Concert nr. 4 in G-majeur voor fluit en orkest
  1. Allegro
  2. Romance
  3. Rondo
- Concert nr. 5 in G-majeur voor fluit en orkest
  1. Allegro
  2. Intro. Adagio. Gratioso con Varianzioni
- Concert nr. 6 in D-majeur voor fluit en orkest
  1. Allegro
  2. Adagio
  3. Polonaise
- Concert nr. 7 in e-mineur voor fluit en orkest
  1. Allegro
  2. Adagio
  3. Rondo - Allegretto poco moderato
- Concert nr. 8 in sol majeur voor fluit en orkest
  1. Allegro
  2. Largo
  3. Tempo di Polonaise
- Concert nr. 9 in e-mineur voor fluit en orkest
  1. Allegro
  2. Adagio cantabile
  3. Allegretto con Variazioni
- Concert nr. 10 in D-majeur voor fluit en orkest
  1. Allegro Assai
  2. Adagio
  3. Rondo. Allegretto
- Concert nr. 11 in bes mineur voor fluit en orkest
  1. Allegro spiritoso
  2. Adagio
  3. Allegro
- Concert nr. 12 in A-majeur voor fluit en orkest
  1. Allegro maestoso
  2. Adagio
  3. Allegretto
- Concert in G-majeur voor fluit en orkest, op. posth.
  1. Allegro
  2. Andante
  3. Rondo. Allegro

### Werken voor harmonieorkest
- 1797 Le Chant du retour
- 1799-1800 Hymne pour la éternité
- Ouverture

### Muziektheater

#### Opera's
| Voltooid in | titel | aktes   | première                                     | libretto                         |
| ----------- | --- | ------- | -------------------------------------------- | -------------------------------- |
| 1790        | Le Mariage clandestin opéra comique | 1 akte  | 11 november 1790, Parijs, Théâtre Montansier | Vicomte de Ségur                 |
| 1791        | Les Précieuses ridicules opéra comique | 1 akte  | 9 augustus 1791, Parijs, Théâtre Montansier  | Pierre-Louis Moline naar Molière |
| 1792        | Encore des Savoyards ou "L'Ecole des parvenus" opéra comique | 1 akte  | 8 februari 1792, Parijs, Théâtre Favart      | Jean-Baptiste Pujoulx            |
| 1792        | Les Visitandines opéra comique | 2 aktes | 7 juli 1792, Parijs, Théâtre Feydeau         | Louis-Benoît Picard              |
| 1792        | L'Enlévement des Sabines vaudeville-stuk | 2 aktes | 31 oktober 1792, Parijs, Théâtre Feydeau     | Louis-Benoît Picard              |
| 1792        | Les Quiproquos espagnols opéra comique | 2 aktes | 10 december 1792, Parijs, Théâtre Feydeau    | Jean-Elie Dejaure                |
| 1794        | Les Congrès des rois - in samenwerking met Rudolphe Kreutzer, André Ernest Modeste Grétry, Étienne Nicolas Méhul, Nicolas-Marie Dalayrac, Prosper-Didier Deshayes, Jean Pierre Solié, Henri Montan Berton, Louis Emmanuel Jadin, Armand-Emmanuel Trial, Luigi Cherubini en Matthieu Frédéric Blasius | 3 aktes | 26 februari 1794, Parijs, Théâtre Favart     | A. F. Evel Desmaillots           |
| 1794        | Rose et Aurèle komedie | 1 akte  | 8 augustus 1794, Parijs, Théâtre Feydeau     | Louis-Benoît Picard              |
| 1795        | Agnès et Felix ou Les Deux espíègles opéra comique | 3 aktes | 22 augustus 1795, Parijs, Théâtre Feydeau    | Charles-Albert Demoustier        |
| 1797        | Volécour ou Un tour de page, opéra comique | 1 akte  | 22 maart 1797, Parijs, Théâtre Favart        | François Favières                |
| 1798        | Les Comédiens ambulants, opéra comique | 2 aktes | 28 december 1798, Parijs, Théâtre Feydeau    | Louis-Benoît Picard              |
| 1799        | Le Valet de deux maîtres, opéra comique | 1 akte  | 3 november 1799, Parijs, Théâtre Feydeau     | Jean-François Roger              |

### Kamermuziek
- Achttien kleine fluitduetten
  1. Allegro C-majeur
  2. Allegretto C-majeur
  3. Allegretto C-majeur
  4. Allegro G-majeur
  5. Grazioso G-majeur
  6. Allegretto G-majeur
  7. Allegro G-majeur
  8. Grazioso D-majeur
  9. Allegretto D-majeur
  10. Allegro moderato A-majeur
  11. Addagio A-majeur
  12. Allegretto A-majeur
  13. Moderato F-majeur
  14. Andante F-majeur
  15. Presto F-majeur
  16. Allegro Bes majeur
  17. Andante Bes majeur
  18. Menuetto Bes majeur
- Douze petit airs Variés en Duo voor twee fagotten
- Duo concertant D-majeur voor twee fluiten, op. 3, nr. 2
  1. Allegro
  2. Rondo
- Duo in c-mineur voor fluit en altviool, op. 5, nr. 3
  1. Allegro molto con espressione
  2. Rondo
- Fluitkwartet in G-majeur op. 11, nr. 1
- Six Sonates pour un Basson avec un Accompagnement de Basse op. 24
  - Sonate C-majeur nr. 1
  - Sonate g-mineur nr. 2
  - Sonate F-majeur nr. 3

  1. Allegro
  2. Largo
  3. Rondeau

  - Sonate si Bes majeur nr. 4
  - Sonate in g-mineur nr. 5

  1. Allegro con espressione
  2. Adagio
  3. Rondeau

  - Sonate in C-majeur nr. 6
- Fluitkwartet in b-mineur op. 16, nr. 3
- Fluitkwartet in a-mineur op. 66, nr. 1
- Fluitkwartet in D-majeur op. 66, nr. 2
- Fluitkwartet in C-majeur op. 66, nr. 3
- Fluitkwartet op. 66 nr. 4
- Fagotkwartet in C-majeur op. 73 nr. 1
  1. Allegro spiritoso
  2. Adagio cantabile
  3. Rondo Allegro moderato
- Fagotkwartet in F-majeur op. 73 nr. 2
  1. Allegro
  2. Adagio
  3. Grazioso con Variazioni
- Fagotkwartet in g-mineur op. 73 nr. 3
  1. Allegro con espressione
  2. Adagio, non troppo
  3. Rondo. Allegretto poco moderato
- Zes trio's voor fagot, viool en cello, op. 17
  1. Bes-groot
  2. C-groot
  3. G-groot
  4. F-groot
  5. Es-groot
  6. C-groot
- Sonate nr. 1 in D-majeur voor fluit en klavecimbel, op. 23
  1. Allegro con spirito
  2. Adagio
  3. Rondeau
- Sonate nr. 2 in G-majeur voor fluit en klavecimbel, op. 23
  1. Allegro spiritoso
  2. Adagio
  3. Rondeau
- Sonate nr. 3 in C-majeur voor fluit en klavecimbel , op. 23
  1. Allegro Poco Moderato
  2. Pastorella (Larghetto)
  3. Allegro ma non troppo
- Sonate nr. 4 in A-majeur
  1. Allegro brillante
  2. Adagio
  3. Rondeau poco moderato
- Sonate nr. 3 in G-majeur voor fluit en cello, op. 13
  1. Allegro
  2. Andantino
  3. Rondeau
- Sonate nr. 4 in G-majeur voor fluit solo
  1. Allegro brillante
  2. Adagio
  3. Rondo
- Sonate in C-majeur voor hobo en continuo, op. 70, nr. 1
- Sonate in G-majeur voor hobo en continuo, op. 71, nr. 1
  1. Allegro brillante
  2. Adagio
  3. Rondo poco moderato
- Sonate in d-mineur voor hobo en continuo, op. 71, nr. 2
  1. Allegro con gusto
  2. Adagio
  3. Presto
- Sonate in C-majeur voor hobo en continuo, op. 71, nr. 3
- Premier Sonata voor klarinet en continuo
  1. Allegro con spiritoso
  2. Adagio
  3. Rondo allegretto

### Pedagogisch werk
- 1793/1795 Méthode de Flûte Théorique et Pratique met heel interessante artikelen over techniek en stijl.